# Klaartje Kip
Klaartje Kip (Engels: Clara Cluck) is een tekenfilm- en stripfiguur van The Walt Disney Company. Ze was voor het eerst te zien in Orphan's Benefit (1934), een filmpje waarin ook Mickey Mouse meedoet.

## Films
Klaartje Kip debuteerde in Orphan's Benefit als operazangeres en dat bleef ze in de filmpjes daarna. Haar stem werd hier ingesproken door Florence Gill. Haar zingen is een parodie op het in die tijd populaire belcanto.
Later speelde ze een kleine bijrol in Mickey's Christmas Carol (1983) en Who Framed Roger Rabbit (1988). In Mickey Mouse Works (2000) is ze Katriens buurvrouw. Ook verscheen ze in enkele episodes van Mickey's Club (Engels: Disney's House of Mouse), waar ze in Double Date Donald verliefd is op Donald Duck. Ten slotte is ze te zien in de op House of Mouse gebaseerde films Mickey's Magical Christmas: Snowed in at the House of Mouse en Mickey's House of Villains en in de tv-serie Have a Laugh! (vanaf 2009).

### Mickey Mouse-cartoons
- Orphan's Benefit (1934)
- Mickey's Grand Opera (1936)
- Mickey's Amateurs (1937)
- Orphan's Benefit (1941, remake)
- Mickey's Birthday Party (1942)
- Symphony Hour (1942)

### Overig
- Mickey's Christmas Carol (1983)
- Who Framed Roger Rabbit (1988)
- Locksmiths (2000)
- Mickey Mouse Works: Minnie Visits Daisy (2000)
- House of Mouse: Double Date Donald (2001)
- Mickey's Magical Christmas: Snowed in at the House of Mouse (2001)
- Mickey's House of Villains (2002)
- Have a Laugh! (vanaf 2009)

### Stem
Florence Gill was van 1934 tot 1942 de officiële stem van Klaartje Kip, en later vanaf 1996 tot 2017 was dit Russi Taylor.

## Strips
Klaartjes eerste optreden in een stripverhaal was mogelijk in Mickey Mouse Annual #7 (1936, Verenigd Koninkrijk), waar ze voorkomt in een strip van één pagina met Minnie Mouse en Puk & Max. Dit stripverhaal werd getekend door Wilfred Haughton, die haar nog enkele malen terug laat komen in 1-paginastrips. In deze Britse verhalen is Klaartje een bijfiguur in Mickey Mouseverhalen, in overeenstemming met de cartoons, waar ze wel in die van Mickey voorkomt, maar niet in die van Donald.
In de verhalen uit de Verenigde Staten is niet zo duidelijk waar Klaartje nu eigenlijk thuishoort. Ze verschijnt er voor het eerst in een strip in 1943, in Walt Disneys Comics and Stories #34. In dit verhaal gaat Klaartje (die in een kippenhok op eieren broedt) naar de stad, waar ze Jantje Fatsoen tegenkomt. Ook Japie Krekel komt in het verhaal voor. Na deze ontmoeting met figuren uit de tweede lange Walt Disney-film Pinokkio (1940) heeft ze vier maanden later een romantische affaire met Panchito, die een jaar later in de film De Drie Caballeros zijn officiële debuut zou maken. In 1944 verschijnt ze voor de derde keer in de Verenigde Staten in een verhaaltje met Mickey Mouse. Dan blijft het een paar jaar stil rond het figuur, tot ze in 1949 terugkeert in een verhaal rond Dombo. Behalve Klaartje Kip komen ook Stampertje uit Bambi (1942) en Knir, Knar en Knor en Midas Wolf uit het Silly Symphony-filmpje Three Little Pigs (1933) hierin voor.
In 1950 verschijnt ze voor het eerst in verhalen die in het Duckstad-universum spelen, met een rol in een verhaal van Oma Duck. Na nog twee rollen in deze verhalen heeft ze in 1953 haar eerste rol in een verhaal van Katrien Duck. Met dit verhaal krijgt Klaartje eindelijk een meer vaste positie. Ze is vanaf dat moment een regelmatige figurant in de verhalen van Katrien, met af en toe een terugkeer naar de verhalen van Oma Duck. In 1960 beginnen ook buitenlandse auteurs Klaartje Kip in hun verhalen te gebruiken. In dit jaar geven zowel de Italiaan Romano Scarpa als de Hongaarse Nederlander Endre Lucács haar een rol in hun verhalen. In Italië is Klaartje Kip sindsdien een regelmatig terugkerend figuur. In Nederland duurt het tot 1970 voor er weer een verhaal gemaakt wordt waarin ze voorkomt. Sinds dat jaar duikt ze om de zoveel tijd weer op. Behalve in Engeland, de Verenigde Staten, Italië en Nederland zijn ook in Denemarken en Brazilië verhalen gemaakt waarin Klaartje Kip voorkomt. In totaal speelt ze in zo'n 250 stripverhalen een rol.
In 2010 verschenen in Italië drie verhalen waarin Klaartje Kip samen met Katrien en juffrouw Eugenia de DA-DDDD vormt, een geheime dienst die Dagobert Duck in het leven heeft geroepen om zijn fortuin te beschermen.
In Nederland was Klaartje Kip voor het eerst te zien in het tijdschrift Margriet, in de nummers 1952-48 tot en met 1953-04, waarin Klaartjes ontmoeting met Dombo uit 1949 is gepubliceerd. In het weekblad Donald Duck verscheen ze voor de eerste keer in nummer 48 van 1954.
Ze is in veel verhalen een goede vriendin van Minnie Mouse, Katrien Duck en Clarabella Koe. Ze zit ook in de Duckstadse Damesclub. Toen Katrien, Minnie en Clarabella nog kleuters waren, zaten ze ook in de klas met Klaartje.